# David Boren
David Lyle Boren (Washington, 21 aprile 1941 – Norman, 20 febbraio 2025) è stato un politico statunitense, senatore per lo stato dell'Oklahoma dal 1979 al 1994 e governatore dello stesso stato dal 1975 al 1979.

## Biografia
Figlio del politico democratico Lyle Boren, dopo gli studi in legge e il servizio militare seguì le orme paterne entrando in politica.
Nel 1974 si candidò alla carica di governatore dell'Oklahoma e riuscì ad essere eletto. Nel 1978 decise di non chiedere un secondo mandato, preferendo candidarsi al Senato, dove venne eletto. Boren fu riconfermato dagli elettori nel 1984 e nel 1990, ma nel 1994 lasciò il seggio per accettare l'incarico di rettore dell'Università dell'Oklahoma.
Ideologicamente Boren fu sempre un democratico centrista, molto conservatore specialmente sui temi fiscali. 

## Vita privata
Dopo aver divorziato dalla prima moglie Janna Lou Little, si risposò in seconde nozze con Molly Shi. Boren ebbe un figlio, Dan, che fu deputato alla Camera dei Rappresentanti tra il 2005 e il 2013.